# Duma (rod)
Duma (Hyphaene) je nevelký rod palem, zahrnující celkem 8 druhů. Je rozšířen zejména v sušších oblastech tropické Afriky a dále na Madagaskaru a v Indii. Dumy jsou dvoudomé palmy vesměs dosti neobvyklého vzhledu. Kmeny jsou často vidličnatě rozvětvené. Listy jsou dlanité, s ostnitými řapíky. Samčí a samičí květenství jsou si vzhledově dosti podobná a vyrůstají v koruně mezi bázemi listů.
Dumy jsou palmy všestranného využití a pro domorodé obyvatele mají podstatný význam. Využívají se prakticky všechny jejich části. Poskytují potravu pro lidi i zvířata, materiál na střechy a tkaní, olej, alkoholické nápoje, léčiva, palivo aj. Nejznámějším zástupcem je duma thébská (Hyphaene thebaica). Je to stará užitková rostlina a její plody bývají nacházeny i v egyptských hrobkách faraonů.

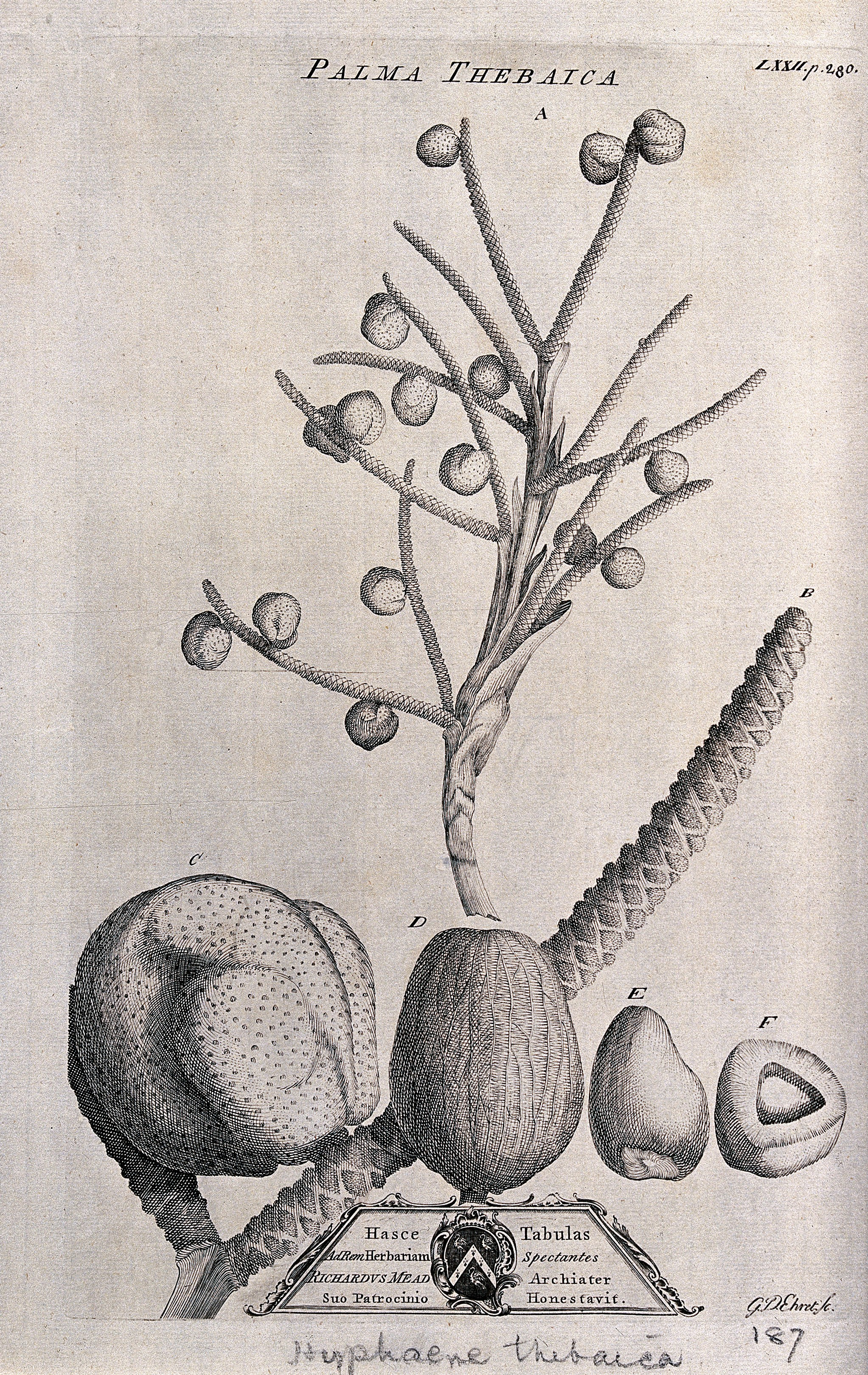
Kresba plodenství dumy thébské z roku 1743

## Popis
Dumy jsou malé až vysoké, otrněné, dvoudomé, poměrně pomalu rostoucí palmy. Charakter kmene je u těchto palem velmi různorodý. Může být solitérní nebo vícečetný, přímý nebo poléhavý, dokonce i zkrácený a podzemní. Na rozdíl od většiny ostatních palem jsou kmeny většinou vidličnatě větvené (duma Petersonova má kmen nevětvený a v horní části poněkud ztlustlý). Mladé kmeny jsou pokryté vytrvalými bázemi listů, starší jsou holé, se zřetelnými listovými jizvami. Listy jsou dlanitozpeřené, induplikátní, často nasivělé a pokryté voskovou vrstvou. Řapíky jsou masivní, na líci vyhloubené, na rubu zaoblené, s okrajem otrněným silnými, trojúhelníkovitými, zahnutými ostny. Listové pochvy jsou hustě plstnaté. Na lícové straně listu je v místě nasedání čepele na řapík dobře vyvinutý a často nesymetrický výběžek (hastula).
Květenství jsou jednopohlavná a vyrůstají mezi bázemi listů. Samičí květenství jsou o něco mohutnější a méně větvená než samčí, jinak jsou si dosti podobná. Květy mají trojčetný kalich a korunu. Samčí květy vyrůstají v rámci květenství v trojkvětých vijanech a obsahují 6 tyčinek. Samičí květy vyrůstají jednotlivě. Gyneceum je kulovité, srostlé ze 3 plodolistů a se stejným počtem komůrek obsahujících po 1 vajíčku. Blizny jsou 3, krátké.
Plody jsou velké peckovice různých tvarů. Zpravidla obsahují jedno, řidčeji 2 nebo 3 semena. Na povrchu jsou hladké, lesklé nebo matné. Dužnina (mezokarp) je suchá a vláknitá, často velmi aromatická a sladká.

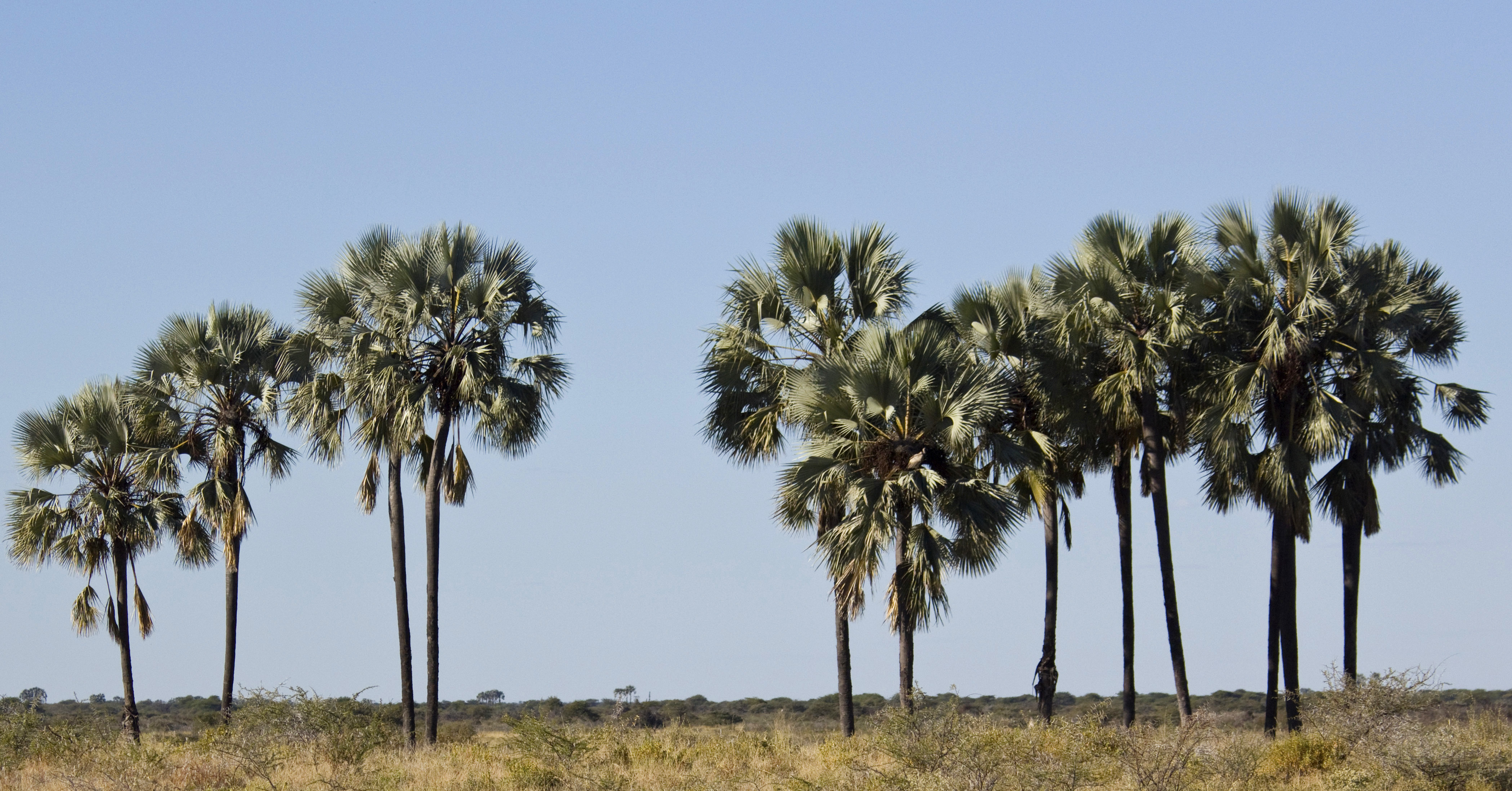
Skupina dumy Petersonovy v namibské savaně
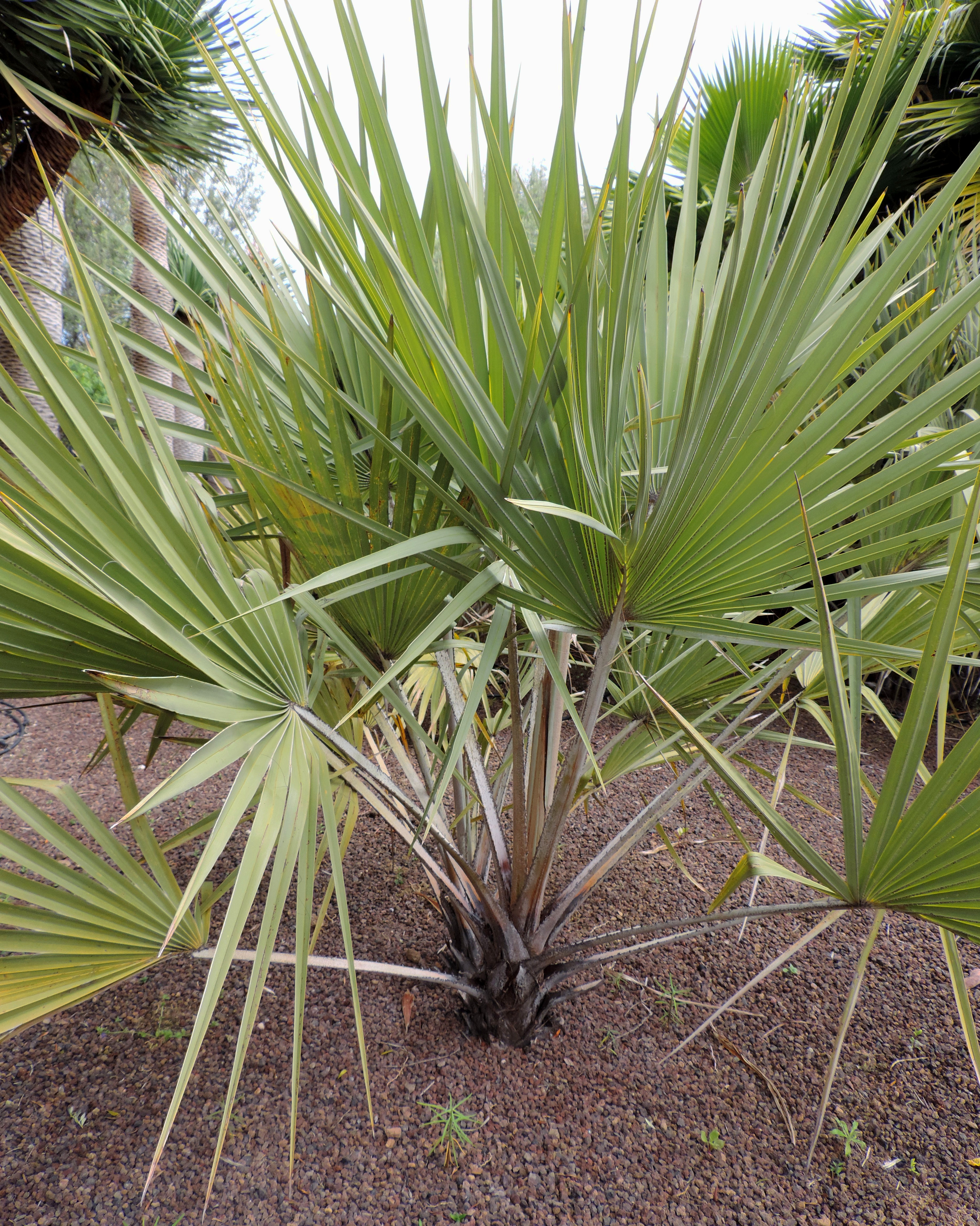
Mladá rostlina dumy natalské
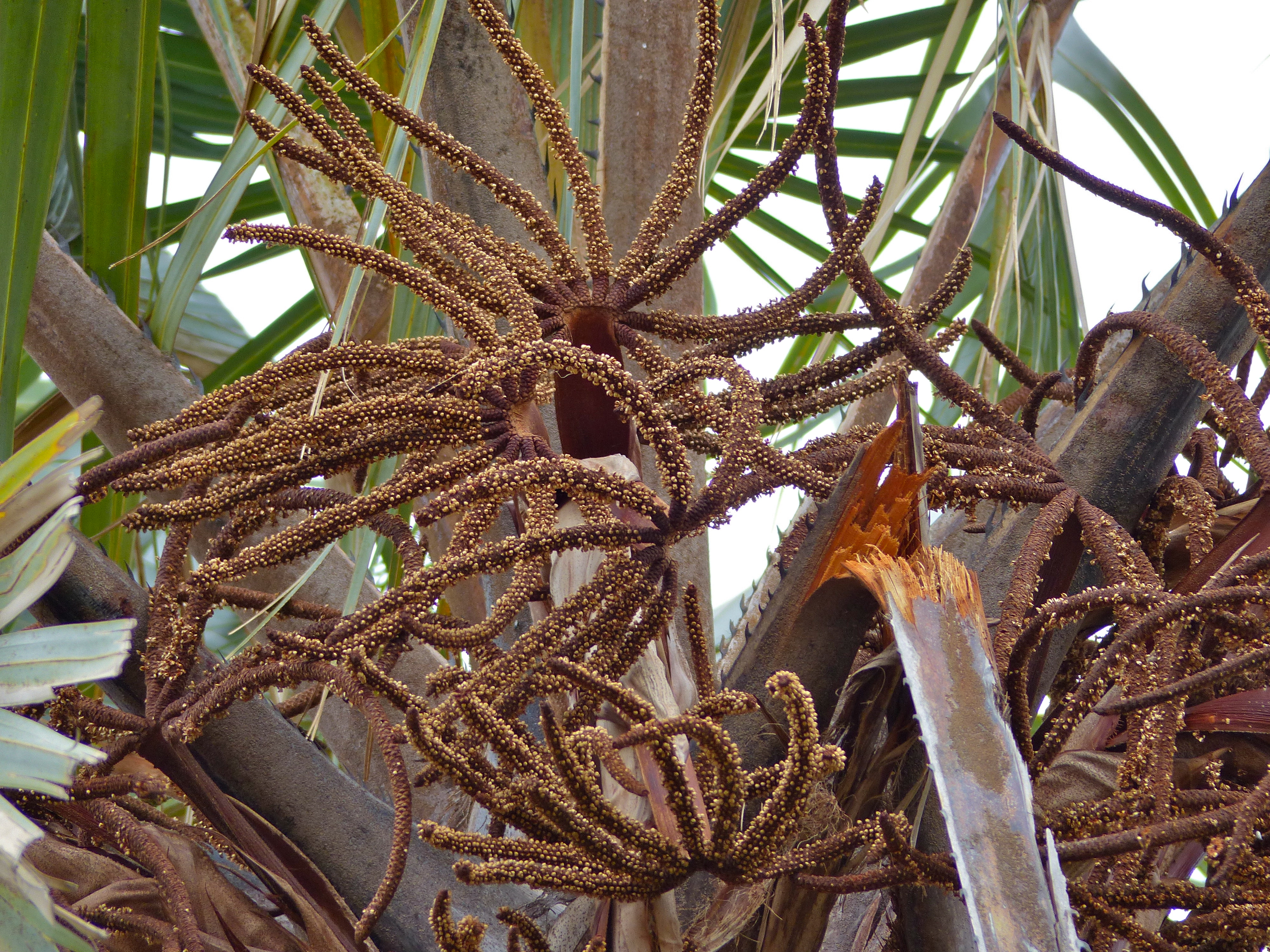
Květenství dumy Petersonovy
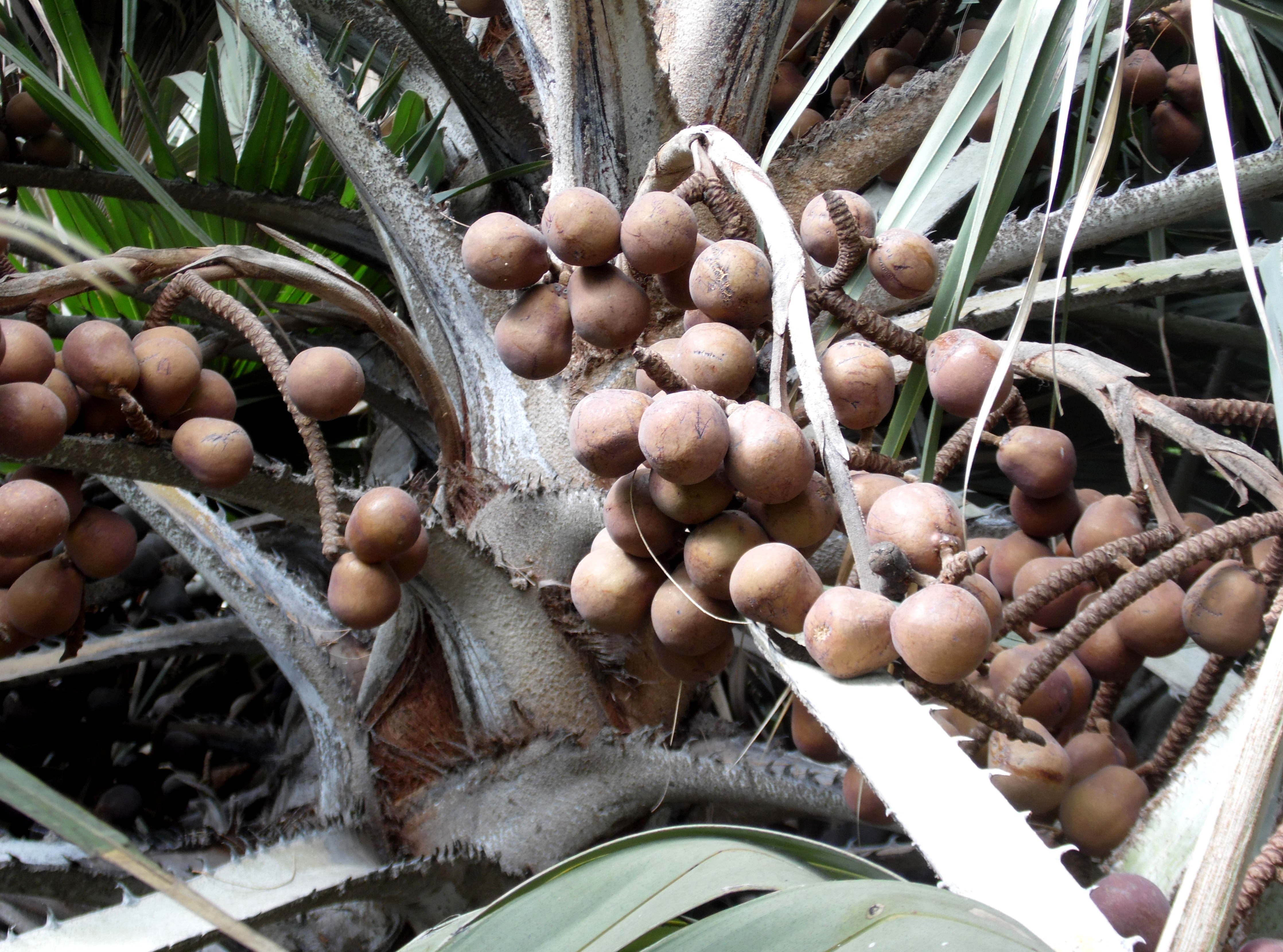
Plodenství dumy natalské

## Rozšíření
Rod duma zahrnuje 8 druhů. Je rozšířen téměř v celé Africe, na Madagaskaru a Indickém subkontinentu.
Většina druhů (celkem 6) roste v tropické Africe, a to zejména při pobřeží východní části kontinentu. Na jih zasahují až po jihoafrický Natal. Duma thébská (H. thebaica) roste v sušších oblastech téměř celé rovníkové Afriky, zasahuje i na Arabský poloostrov, do Palestiny a údolím Nilu i do Egypta. Do jižní části Arabského poloostrova přesahuje z Afrického rohu také druh Hyphaene reptans.
Na Madagaskaru se vyskytuje pouze duma natalská (H. coriacea), druh rozšířený i ve východní části Afriky. Roste v západní části ostrova. Jediným indickým druhem je H. dichotoma, rostoucí při západním pobřeží subkontinentu ve státech Gudžarát a Maháráštra. Existují též údaje o jeho výskytu na Srí Lance.
Dumy rostou na otevřených stanovištích, podél vodních toků a na okrajích lesů v sušších oblastech tropů. V některých oblastech Afriky tvoří řídké porosty, označované jako palmová savana.

## Ekologické interakce
Semena dum rozšiřují zejména větší savci, jako jsou sloni nebo paviáni. Ve sloním trusu bývají v Africe nacházena klíčení schopná semena.

## Zajímavosti
Plody dumy thébské jsou nacházeny v hrobkách egyptských faraonů včetně hrobky Tutanchamona. Historie pěstování tohoto druhu v užitkových zahradách je dosti dlouhá a sahá do doby min. 1800 let př. n. l.

## Taxonomie
Rod Hyphaene je v rámci taxonomie palem řazen do podčeledi Coryphoideae, tribu Borasseae a subtribu Hyphaeninae. Do tohoto subtribu jsou řazeny ještě další 3 blízce příbuzné monotypické rody: Bismarckia, Satranala a Medemia.

## Zástupci
- duma natalská (Hyphaene coriacea, syn. H. natalensis)
- duma Petersonova (Hyphaene petersiana)
- duma thébská (Hyphaene thebaica)[7][8]

## Význam
Dumy mají značný význam pro lokální venkovské obyvatelstvo a všechny části rostlin mají nějaké využití. Listy slouží jako krytina na střechy a získávají se z nich hrubá vlákna používaná ke tkaní. Z naříznutého vegetačního vrcholu se získává sladká šťáva, z níž se kvašením získává palmové víno. Plody mají jedlou dužninu a rovněž endosperm nezralých plodů je jedlý, je to však potrava spíše nouzová. Semena mají vysoký obsah bílkovin a tuků. Zralá semena slouží jako rostlinná náhrada slonoviny podobně jako u slonovníku. Plody se také používají jako krmivo pro domácí zvířata a vyrábí se z nich olej. Všechny opadané části se používají jako palivo.
Dumy jsou občas pěstovány i jako okrasné rostliny. Jihoafrické populace dumy natalské (Hyphaene coriacea) jsou dosti odolné i pro pěstování v teplých oblastech mírného pásu.
Plody dumy obsahují zejména flavonoidy, saponiny a třísloviny a jsou využívány v domorodé medicíně.

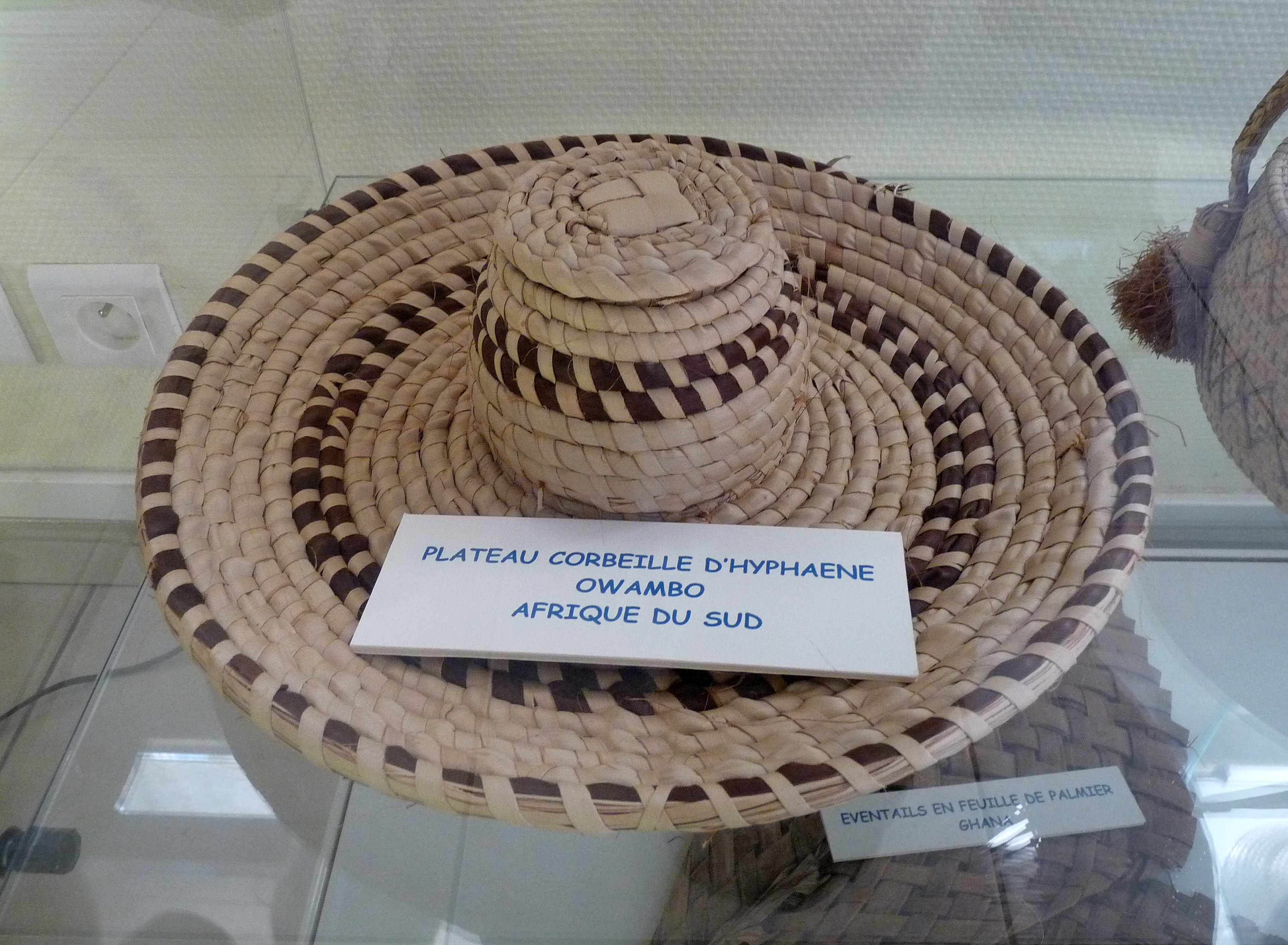
Pletené výrobky z listů dumy
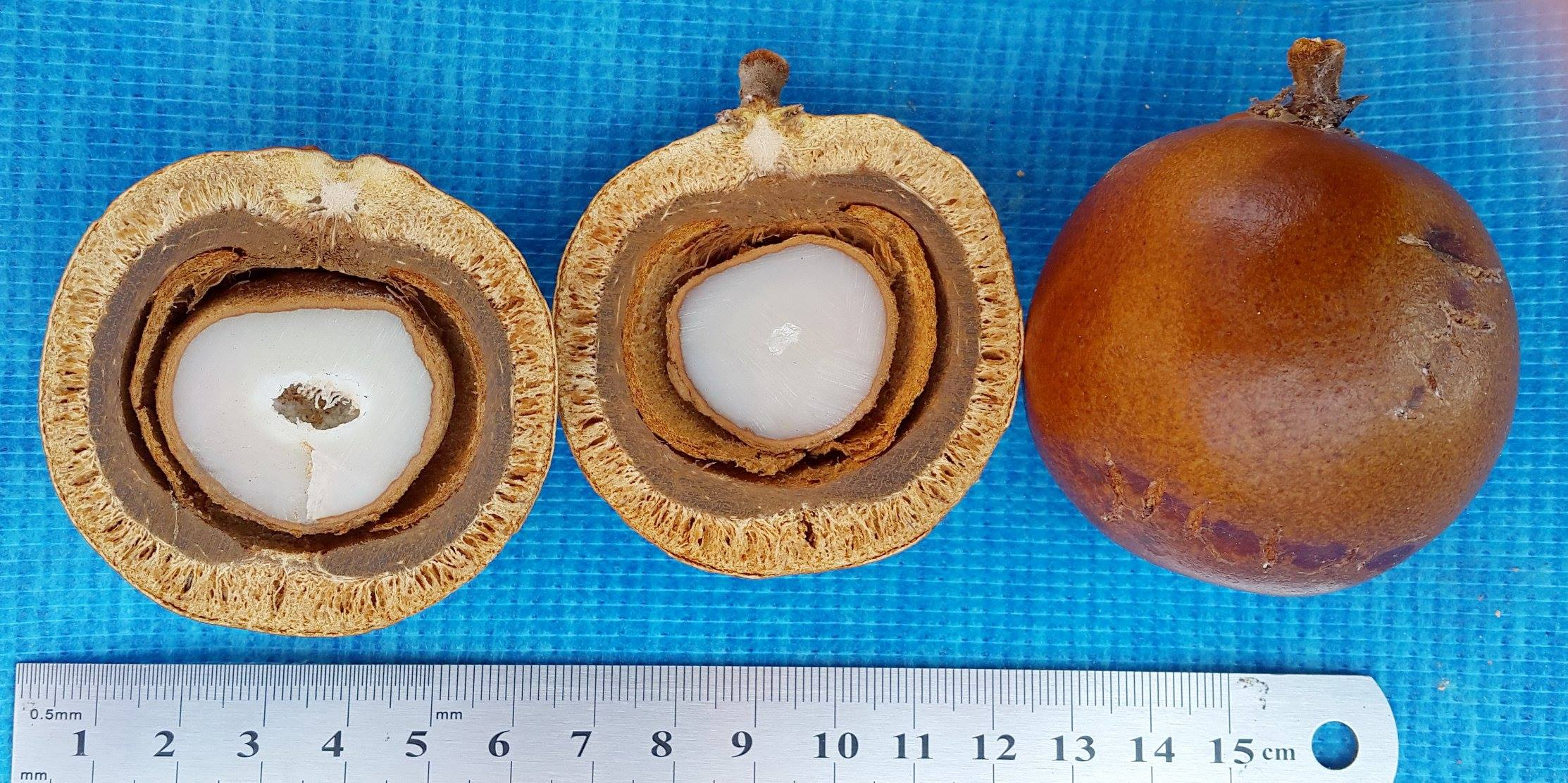
Rozříznuté plody dumy Petersonovy
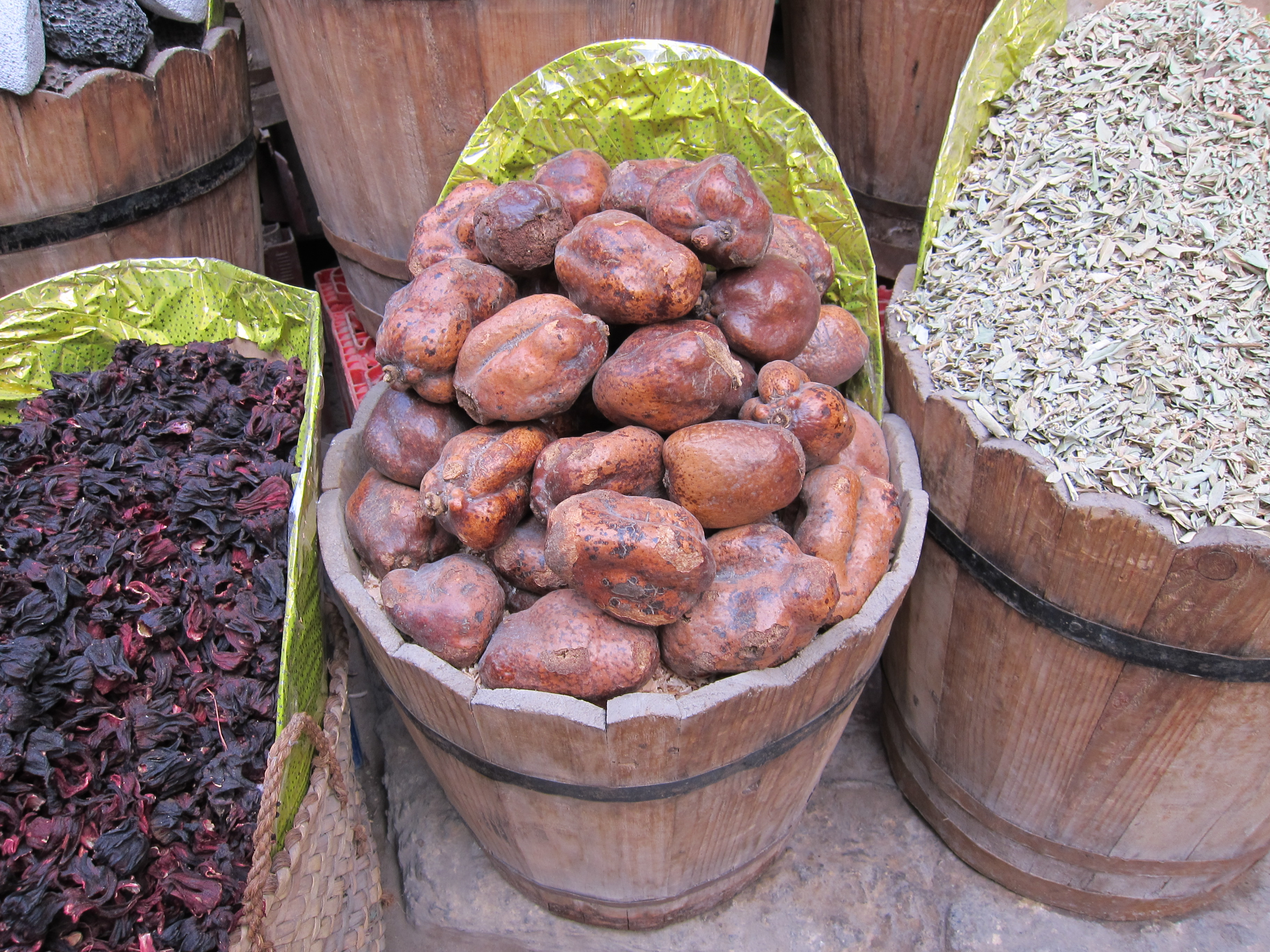
Plody dumy na africkém tržišti
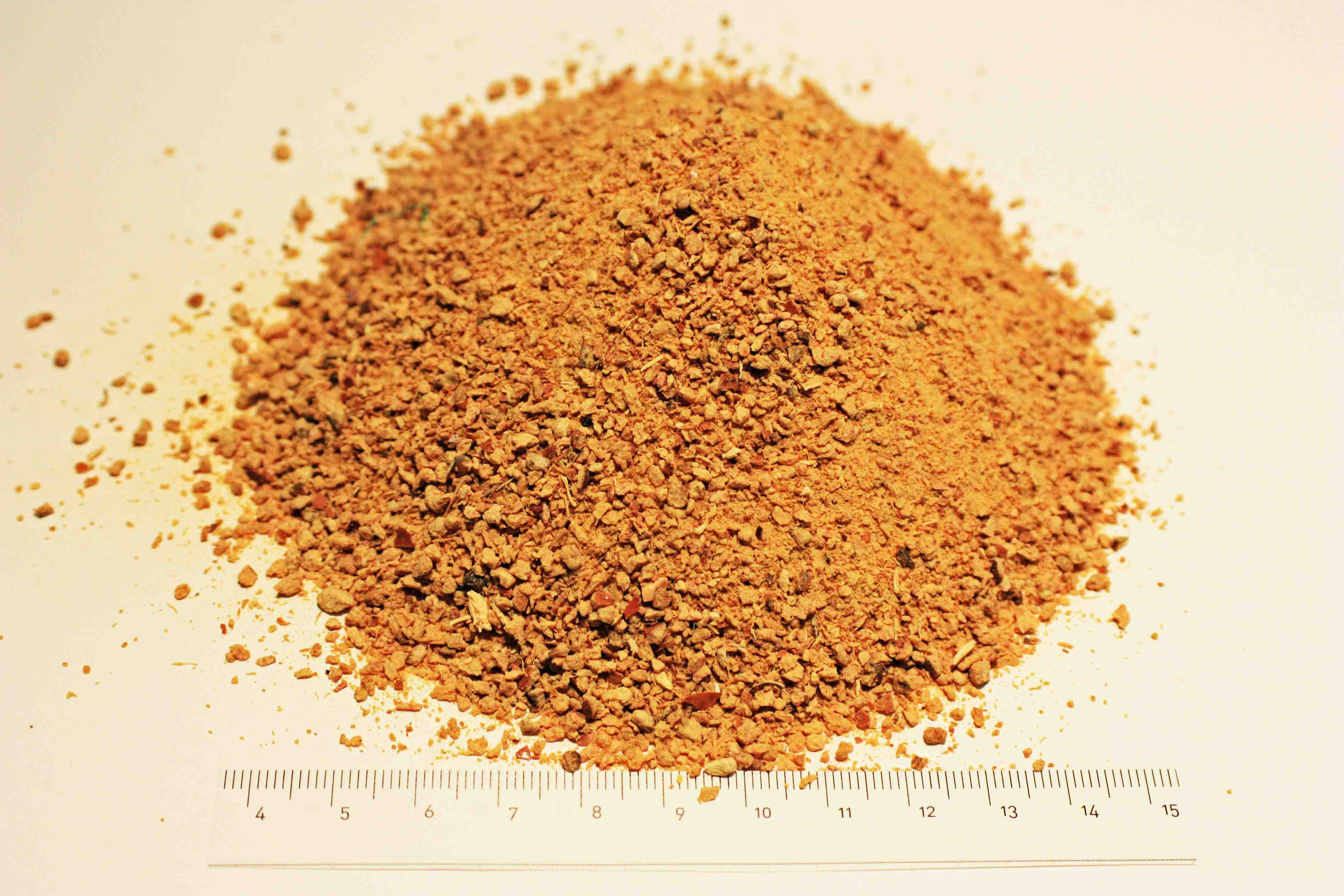
Léčivý čaj z plodů dumy thébské